# 岩瀬書店
株式会社岩瀬書店（いわせしょてん）は、福島県内で6店舗展開する書店「岩瀬書店」の運営を中心として行う企業である。本社は福島県福島市。出版取次大手トーハンの完全子会社。福島県書店商業組合（日本書店商業組合連合会の都道府県組合）には加盟していない。

## 概要
1912年 に岩瀬家によって創業。1948年9月30日に法人設立（旧会社）。
1970年代から1990年代にかけて、福島県内を中心に大型書店を次々と出店。特に創業家出身の岩瀬太一専務取締役（のちに創業家3代目代表取締役社長）の時に出店攻勢をかける。その過程で、福島県書店商業組合と大型店舗の出店を巡り対立し、1983年5月 に同組合を脱退（以降、同組合に再加入していない）。その後、1988年11月にアメリカ合衆国ハワイ州ホノルル市に海外一号店である「イワセ・ブックス・ホノルル」を皮切りに、1991年12月に「イワセ・ブックス・アトランタ」（アメリカ合衆国ジョージア州アトランタ)、1993年9月にカナダ ブリティッシュ・コロンビア州バンクーバー市に「イワセ・ブックス・バンクーバー」を出店し、海外進出も行った。
最盛期には国内15店舗、海外3店舗を展開。
その後店舗数を減少させ、海外の書店事業は全て撤退。2025年現在は福島県内で書店６店舗の運営を行うのみとなる。
少なくとも2020年までにトーハンの完全子会社化。
福島県内でも有数の大きさの書店であり、地元ではここでないと手に入らない、とされる本も多い。

## 沿革
- 1912年 - 岩瀬家によって創業。
- 1948年9月30日 - 株式会社化し、「株式会社岩瀬書店（旧法人）」を設立（資本金50万円）。
- 1957年9月 - 資本金を200万円に増資
- 1961年10月 - 本店店舗を福島市本町に新築し、移転する。
- 1976年1月 - 資本金を700万円に増資。
- 1983年5月 - 福島県書店商業組合を脱退。
- 1988年11月 - アメリカ合衆国ハワイ州ホノルル市に海外一号店である「イワセ・ブックス・ホノルル」を開店。
- 1995年12月 - 資本金を1,000万円に増資。
- 1999年11月1日 - 本社を福島市御山に移転する。
- 2006年10月20日 - 会社分割により、株式会社岩瀬ブックサービス（新会社）を設立。
  - 10月26日 - 創業家出身の岩瀬太一が株式会社岩瀬書店の代表取締役を辞任(取締役には留任）。
- 2007年1月1日 - 株式会社岩瀬書店（旧会社）を「株式会社岩瀬ブックサービス」へ、株式会社岩瀬ブックサービス（新会社）を「株式会社岩瀬書店」へ、それぞれ商号変更。同日、株式会社岩瀬ブックサービスの権利義務の全部につき、株式会社岩瀬書店（新会社、以下断りがない限り、「株式会社岩瀬書店」は新会社を指す）へ吸収分割。[5][6]
- 2017年9月22日 - 株式会社岩瀬書店の資本金を2億3,617万5,000円へ増資。
  - 10月31日 - 創業家出身の岩瀬太一が株式会社岩瀬ブックサービス（旧会社）の取締役を辞任。創業家が岩瀬書店の経営に直接関与しなくなる。
- 2018年2月20日 - 株式会社岩瀬書店の資本金を1,000万円へ減資。

## 組織
2025年現在、取締役会の下、総合管理本部（その下に総合管理部）、営業本部（その下に営業企画部）、外商部（その下に福島販売課、郡山販売課、会津販売課）を置く。
親会社であるトーハンからは支店長級の従業員が代表取締役社長として派遣されることが通例となっている。

## 店舗

### 現在の店舗

#### 福島市
鎌田店
1994年11月開店。売り場面積220坪。リオン・ドール内のテナントである。
八木田店プラスゲオ
1995年1月開店。売り場面積350坪。2階建てで1階に書店、2階に喫茶店、会議室兼ギャラリーがある。2006年7月に、改装が行われ「プラスゲオ」となった。2014年9月、文房具と雑貨の大型売場「nota nova」を導入した。
福島駅西口店
2009年9月5日開店。旧明正堂書店福島駅西口店。
ヨークベニマル福島西店
2010年10月15日開店。旧博向堂書店福島西店。バンダレコード福島西道路店が隣にあり、ヨークベニマル福島西店に併設している。

#### 郡山市
富久山店プラスゲオ
1998年8月開店。売り場面積1150坪。2008年3月に改装されプラスゲオとなる。店内にはドトールコーヒーなどのテナントが入居している。

#### 会津若松市
会津若松駅前店
1988年7月開店。売り場面積150坪。2014年9月、文房具と雑貨の大型売場「nota nova」を導入した。

### 過去に存在した店舗
中合福島店
1998年3月開店。売り場面積300坪。かつて福島市本町にあったコルニエツタヤ内の店舗が移転した。中合百貨店二番館6階フロアの多くを占める。市内でも有数の冊数があり、医学、自然科学関係の専門書はここでしか手に入らないとも言われる。2017年8月31日、中合二番館閉館に伴い閉店。
中合ミュージック・コミックアイランド
岩瀬書店中合福島店と同フロアにあるコミック、AVソフト専門店。1999年6月オープン。売り場面積130坪。同一店舗に見えるが、書籍カバーなどでは別店舗とされており、相互の売り場のレジは別々である。1961年10月にオープンした本店店舗が1995年12月にコミック専門店に改築され、その後同店舗に移転した。これにより中合内の店舗は計430坪となり、福島市内随一の総合書店となった。2010年頃にCD売場が撤去。2017年8月31日、中合二番館閉館に伴い閉店。
安積店
1988年1月開店。2階建てで売り場面積220坪。開店当時は2階がレストランだったが、1998年2月に改装されレンタルコーナーの充実が行われた。2009年8月30日閉店。
郡山桑野店
1984年4月開店。売り場面積90坪。
バンクーバー店
1993年9月開店。売り場面積90坪。2011年3月15日閉店。